# Bockenheimer Landstraße
Die Bockenheimer Landstraße ist eine wichtige Innenstadtstraße in Frankfurt am Main. Sie verläuft vom Opernplatz (dem ehemaligen Bockenheimer Tor) durch das Westend bis zur Bockenheimer Warte.
Die Straße ist die zentrale Ost-West-Achse des südlichen Westends. Mit rund 1600 Metern Länge ist sie deutlich kürzer als einige andere bekannte „Landstraßen“ in Frankfurt, sie ist eher ein innerstädtischer Boulevard als eine Ausfallstraße. In der Bockenheimer Landstraße befinden sich zahlreiche Banken und andere Dienstleister sowie einige Konsulate. Das ehemalige, wenige Schritte entfernte Generalkonsulat der USA in der Siesmayerstraße war in den 1970er Jahren Ziel zahlreicher Demonstrationen gegen den Vietnamkrieg. Ebenfalls nur wenige Meter in eine Seitenstraße hinein befindet sich der Haupteingang des 1870 eröffneten Palmengartens.
Entlang der Bockenheimer Landstraße verkehrte 1872 als Pferdebahn die erste Straßenbahnlinie der Stadt. 1986 wurde diese Tramstrecke stillgelegt, zur gleichen Zeit nahm die unter der Straße verlaufende U-Bahn-Strecke C der U-Bahn Frankfurt den Betrieb auf. Heute wird die Straße durch die drei U-Bahnhöfe Alte Oper, Westend und Bockenheimer Warte erschlossen.

## Die Bockenheimer Landstraße im 19. Jahrhundert

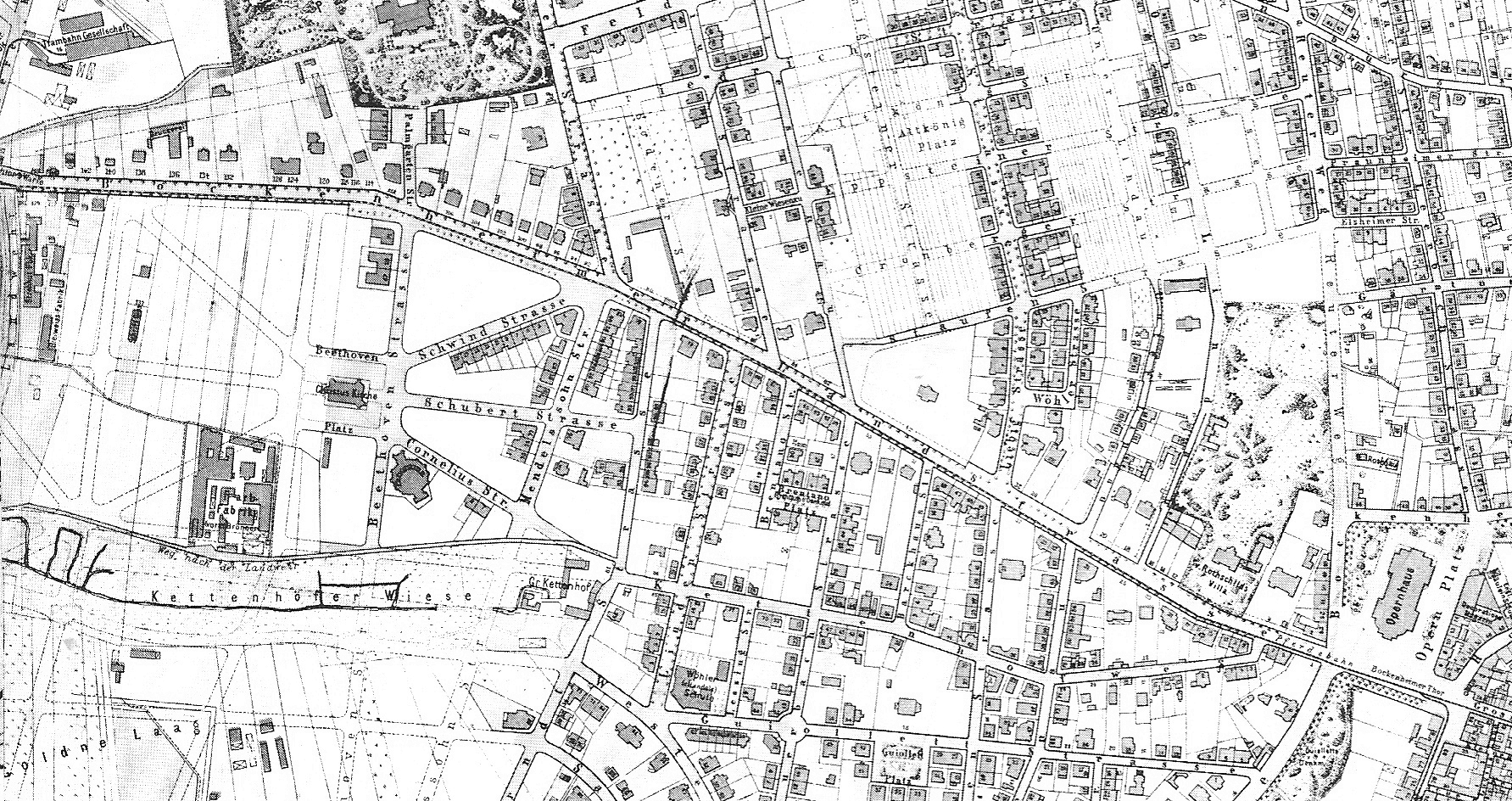
Die Bockenheimer Landstrasse auf einem Plan von 1887

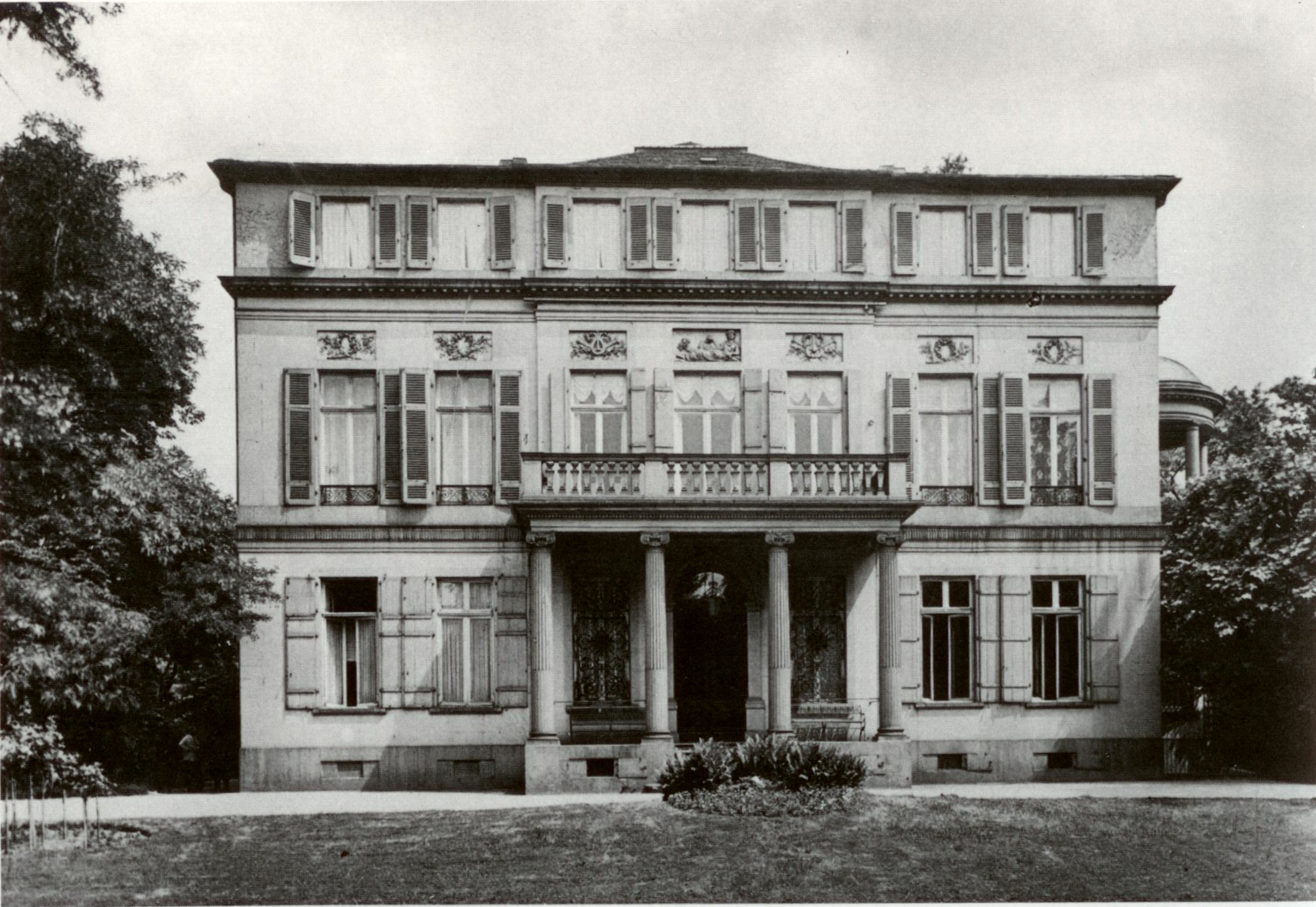
Das Gontardsche Gartenhaus, ein Werk von Nicolas Alexandre Salins de Montfort

Bockenheim war zu Beginn des 19. Jahrhunderts mit etwa 500 Einwohnern ein ländlich geprägter Ort und etwa eine halbe Wegstunde vor Frankfurts Toren gelegen. Den Kurfürstlich-hessischen Ort verband mit Frankfurt eine Chaussee, die damals schon von hohen Kastanienbäumen, Linden und Akazien sowie von Wirtshäusern gesäumt war, die Bockenheimer Landstraße. Als Bockenheim im August 1822 das Stadtrecht erhielt, verband sich damit die Freiheit von Frondienst und die völlige Gewerbefreiheit von Christen und Juden.
In den folgenden Jahrzehnten entwickelte Bockenheim sich zu einem bedeutenden Industriestandort, der ein eigenes Stadtstraßennetz ausbaute und 1852 Bahnstation der Main-Weser-Bahn wurde. Die Industriebebauung Bockenheims reichte bis zur Frankfurter Gemarkungsgrenze, der ehemaligen Frankfurter Landwehr, die auf Höhe der Bockenheimer Warte in Nord-Süd-Richtung verlief. Zwar waren auch in der Bockenheimer Landstraße einige Fabriken entstanden (so in der Nr. 175 eine Maschinenfabrik, in der Nr. 137 eine Gießerei), doch entwickelte sich das Gelände auf beiden Seiten als bürgerliches Villenviertel und Wohngebiet, das Frankfurter als Westend bezeichnen.
Einzelne Fabriken an der Bockenheimer Landstraße mussten zunächst dem Druck der Wohnbebauung weichen, doch in den neunziger Jahren befanden die Frankfurter Behörden das Stück Bockenheimer Landstraße westlich der Palmengartenstraße als geeignet für ein Industriegelände. Es wurde von fast einem Dutzend Fabriken besiedelt. Auf der Bockenheimer Seite der Frankfurter Landwehr verdichteten sich die Industriebetriebe an den sternförmig auf die Bockenheimer Warte zulaufenden Straßen.
Nach der Eingemeindung Bockenheims 1895 galt die Hauptsorge der Bockenheimer nicht der Bockenheimer Landstraße, der direkten Verbindung zu Frankfurt, sondern zunächst dem Ausbau des eigenen Straßennetzes und einer direkten Straßenverbindung zum neuen Frankfurter Hauptbahnhof. Die Frankfurter Bauordnung von 1893 hatte jedoch schon vorausschauend neue Fabrikviertel auf Frankfurter Gemarkung ausgewiesen, deren Lage sich an der Verkehrssituation orientierte, die durch den Bau des Westhafens und des Hauptbahnhofs entstanden war. So blieb es bei dem kleinen Fabrikzentrum, das sich in den Kettenhöfen im Westend entwickelt hatte. 1888 liquidierte auch Brönner seine in der Nähe der Höfe gelegene Farbenfabrik. Als durch Kanalisation und Kläranlage auch die durch den Kettenhofgraben zum Main fließenden Bockenheimer Abwässer nicht mehr ihre üblen Ausdünstungen verbreiteten, erweiterte sich auf dem frei gewordenen Gelände das an der Bockenheimer Landstraße entstandene Westend mit seiner noblen Wohnbebauung bis an die Gemarkungsgrenze.

## Zoologischer Garten

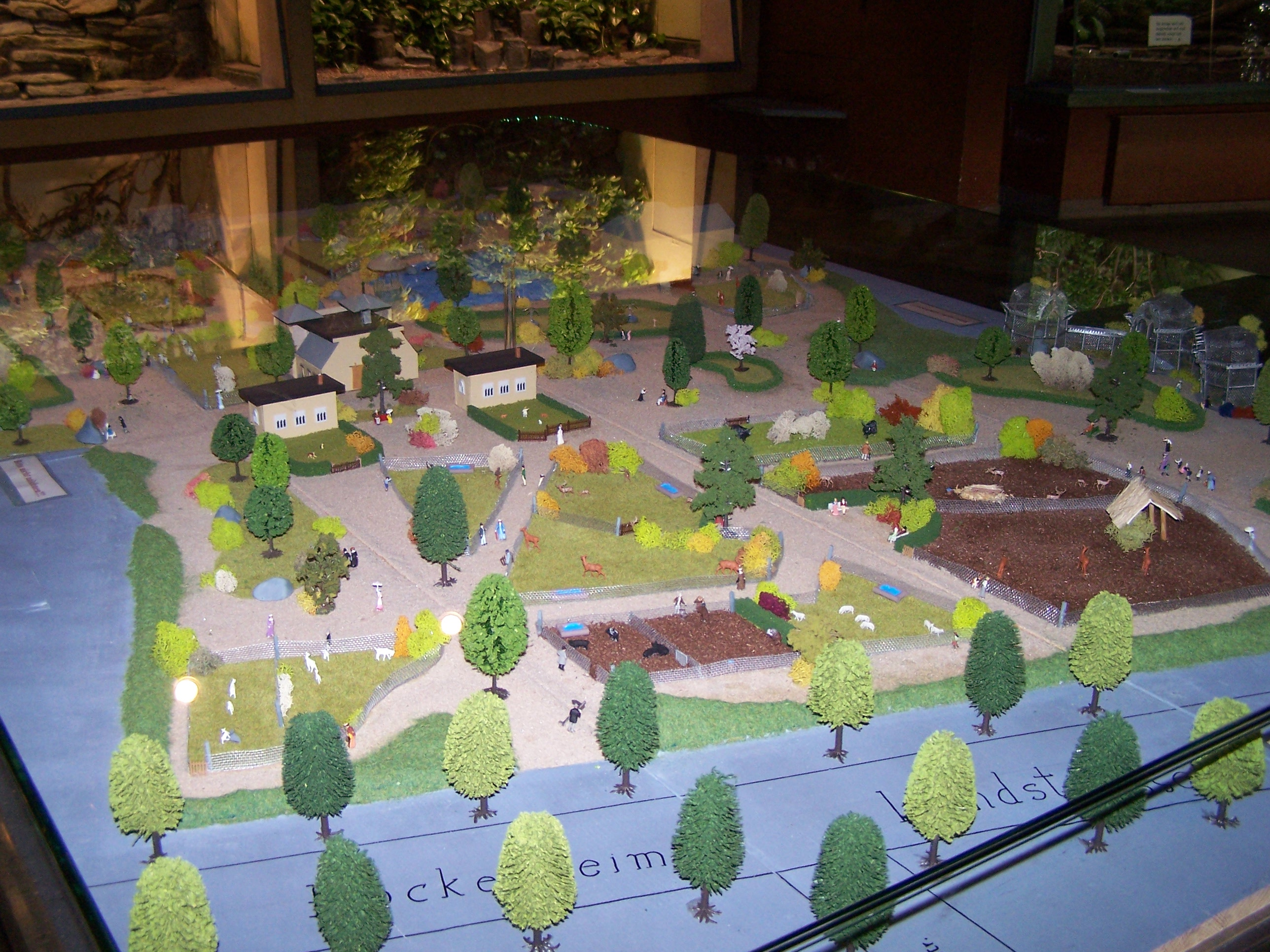
Modell des Zoos an der Bockenheimer Landstraße um 1860, ausgestellt im Vogelhaus des heutigen Zoos im Ostend

An der Bockenheimer Landstraße lag der erste Frankfurter Zoo. Die Frankfurter Zoologische Gesellschaft mietete 1858 den Leer’schen Garten im Westend (westlich der heutigen Straße Unterlindau gelegen), und als die Genehmigung der örtlichen Polizeibehörde vorlag, mit der „das Halten wilder Tiere in geeigneten Behältern“ gestattet wurde, wurden am 8. August 1858 die ersten exotischen Tiere ausgestellt. Sowohl die Innenstadtlage als auch Platzmangel bewogen die Gründergesellschaft Jahre später zum Umzug an die damals außerhalb der Stadt gelegene Pfingstweide im heutigen Stadtteil Ostend. Am 29. März 1874 zog der Zoo quer durch die Stadt zu seinem neuen Domizil.

## Die Bockenheimer Landstraße im Frankfurter Häuserkampf
Ende der 1960er Jahre hatte Frankfurt eine sozialdemokratische Stadtregierung, die für die Prachtbauten des großbürgerlichen Westends und seine Bewohner wenig Sympathien hatte. Das Stadtviertel wurde bereits im Vorfeld gültiger Bebauungspläne als künftiges Gewerbegebiet eingestuft, und viele schöne Häuser waren von Geschäftsleuten gekauft worden, die auf eine Wertsteigerung spekulierten. Sie standen nun leer. Anfang der 1970er Jahre mangelte es in Frankfurt erheblich an preisgünstigem Wohnraum. Daher wurden etliche leere Häuser von Studenten, Lehrlingen und Arbeitern besetzt, darunter im Jahre 1971 auch das Haus Bockenheimer Landstraße 93, das Ali Selmi gehörte, und der „Block“ an der Ecke Bockenheimer Landstraße/Schumannstraße. Er bestand aus den vier Häusern Nr. 111–113, sowie Schumannstraße 69–71, die Ignatz Bubis gehörten.
Die Besetzer handelten zunächst mit den Besitzern Nutzungsverträge aus und wohnten in den Häusern. Nachdem aber von der Stadt Frankfurt neue Bebauungspläne verabschiedet und Abrissgenehmigungen erteilt worden waren, kam es im Februar 1974 zu Zwangsräumungen, die mit gewalttätigen Protesten verbunden waren. Gegen die gewalttätigen Protestanten, die auch Pflastersteine und Molotow-Cocktails warfen, setzte die Polizei Wasserwerfer und Schlagstöcke ein.
Alexander Kluge, der damals gerade gegenüber vom „Block“ in der Schumannstraße wohnte, hat über die Demonstrationen, die wegen der Räumung stattfanden (jeder Stein wo abgerisse, werd von uns zurück geschmisse), einen Film gedreht (In Gefahr und größter Not bringt der Mittelweg den Tod). Nach dem Abriss des „Blocks“ vergingen mehrere Jahre, bis das Gelände wieder bebaut wurde, nun aber nicht mehr mit repräsentativen Wohnbauten, sondern mit modernen Gewerbebauten.
In der Mitte der Bockenheimer Landstraße erinnert der Odina-Bott-Platz gegenüber dem Triton-Haus an Odina Bott, die Sprecherin der AG Westend, in der sich die Gegner der damaligen Stadtplanung organisierten.

## Die Bockenheimer Landstraße als Erweiterung des Frankfurter Bankenviertels

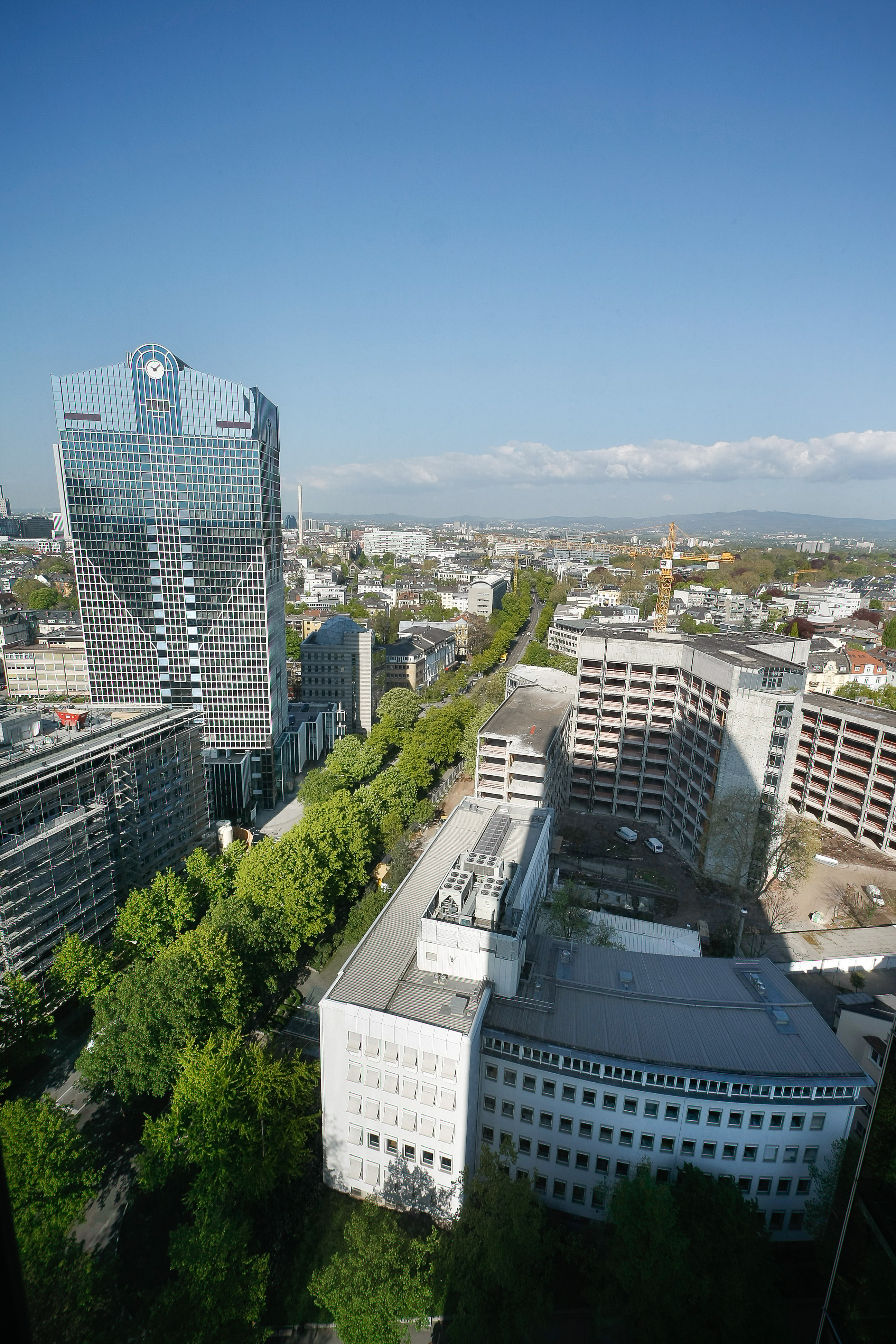
Bockenheimer Landstraße gesehen vom 16. Stock des WestendDuo in Richtung Nordwesten, April 2011

Unter dem Frankfurter Bankenviertel wurde bis in die 1960er Jahre das Gebiet um Taunusanlage und Neue Mainzer Straße verstanden. Mit dem anhaltenden Zustrom von Banken nach Frankfurt und zunehmenden Ausbau der Büroflächen wichen immer mehr Banken in die von dort abgehenden Straßen aus, das Bankenviertel „schwappte über“. Dabei vergrößerte es sich einerseits entlang der Mainzer Landstraße in Richtung Südwesten, wo heute das City-Haus I am Platz der Republik den sichtbaren Abschluss des derzeitigen Bankviertels bildet. Andererseits machten sich zunehmend Bankengebäude entlang der Bockenheimer Landstraße in Richtung Nordwesten breit, was zu den im vorigen Abschnitt besprochenen Auseinandersetzungen zwischen Grundstücksspekulanten und politischer Linken führte. Obwohl einige alte Villen gerettet wurden (einige davon werden heute von Banken genutzt), finden sich heute in der Bockenheimer Landstraße unter anderem Niederlassungen der UBS (Nr. 2–4, Opernturm), der BHF-Bank (Nr. 10), der Creditplus Bank AG (Nr. 13), der Bank of China (Nr. 24), der Berenberg Bank (Nr. 25; bis 2007 residierte dort die Corealcredit Bank), der KfW Bankengruppe (Westarkade Palmengartenstraße 5–9 / Ecke Bockenheimer Landstraße), der Nordea Bank (Nr. 33), der Barclays PLC Bank (Nr. 38), der Banco Santander (Nr. 39), der China Construction Bank (Nr. 51), der Korea Exchange Bank (Nr. 51), der Tokai Bank (Nr. 51–53) sowie der Weltbank (Nr. 109).

## Nutzung durch die Universität
Aufgrund der Nähe zum Campus Bockenheim nutzt(e) die Johann Wolfgang Goethe-Universität einige Gebäude an der Bockenheimer Landstraße. So war das Wissenschaftliches Institut der Elsass-Lothringer im Reich in der Bockenheimer Landstraße 127 untergebracht. Die Bockenheimer Landstraße 76 dient heute dem Internationalen Studienzentrum der Universität.

## Kulturdenkmäler
Für die Kulturdenkmäler an der Bockenheimer Landstraße siehe die Liste der Kulturdenkmäler an der Bockenheimer Landstraße.